# 시디부지드주

시디부지드주의 위치

시디부지드주(영어: Sidi Bouzid Governorate, 아랍어: ولاية سيدي بوزيد)는 튀니지의 중부에 있는 주로, 주도는 시디부지드이다. 면적은 6,994km2이며, 인구는 396,000명(2004년)이다.